# Droyßig
Droyßig ist eine Gemeinde im Burgenlandkreis in Sachsen-Anhalt. Die Gemeinde ist Verwaltungssitz der Verbandsgemeinde Droyßiger-Zeitzer Forst.

## Lage
Droyßig liegt etwa acht Kilometer westlich von Zeitz und östlich der Bundesautobahn 9 im überlössten Hügelland um Zeitz, Beginn der Leipziger Tieflandbucht. Die Kreisstraße 2224 verbindet Droyßig mit der ackerbaulichen Gegend. In der Niederung der Weißen Elster verläuft die Bahnstrecke Leipzig-Gera mit Wetterzeube als nächstgelegenem Haltepunkt.

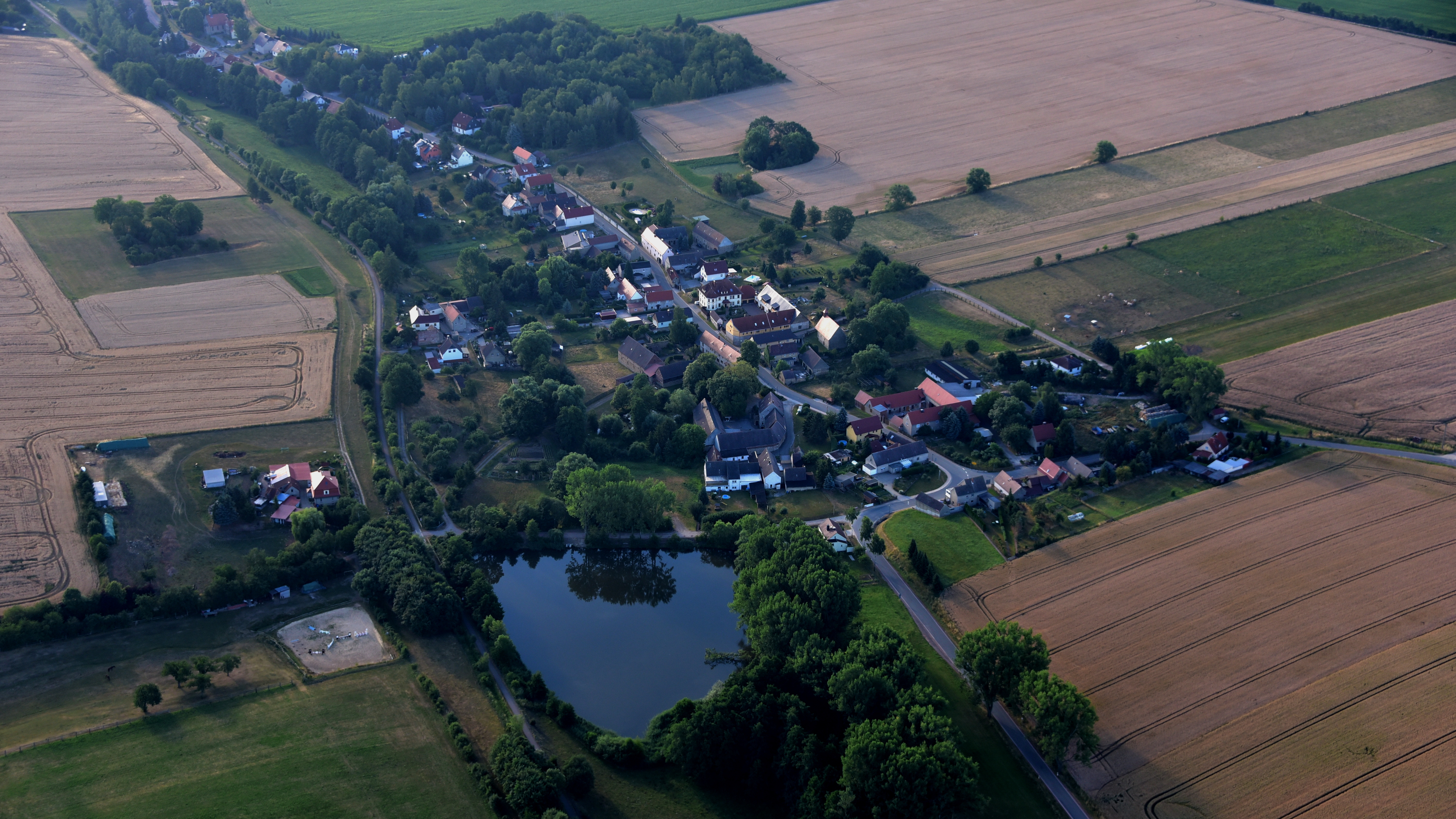
Hassel, Luftaufnahme (2018)

## Geschichte
Am 20. Mai 1170 wurde Droyßig erstmals urkundlich erwähnt. Im Jahre 1214 erfolgte die Gründung der Heiliggrabpropstei Droyßig, einer Niederlassung der Chorherren vom Heiligen Grab (und nicht, wie fälschlich angenommen, des Templerordens) durch die Schenkung Albrecht von Turts, der ab 1190 den Beinamen Droyßig führte. Die Propstei Droyßig hatte auch Ordenshöfe in Utenbach westlich der Saale, Deumen und Sautzschen. Außerdem betrieben die Chorherren ein Hospital in Grimma. 1495 wurde die Droyßiger Propstei vom Johanniterorden übernommen. Die Grafen von Orlamünde hatten von 1344 bis zu ihrem Erlöschen 1413 ihren Sitz in Droyßig. Die Herren von Bünau besaßen von 1413 bis 1622 Droyßig als landgräfliches Lehen, danach die von Hoym. Im Jahre 1622 erfolgte der Abbruch der Burg und ein Umbau zum Schloss unter Christian Julius von Hoym. Im Hoymschen Besitz blieb Droyßig bis zu ihrem Erlöschen 1769 und ging dann bis 1945 in den Besitz der Fürsten von Schönburg-Waldenburg über.
Droyßig war 1562 von einer Hexenverfolgung betroffen. Eine alte Frau geriet in einen Hexenprozess und wurde wegen Hexerei und Totschlag gerädert. Vor der Hinrichtung wurde sie mit glühenden Zangen gezwickt.
Bis 1989 befand sich das Zentralinstitut der Pionierorganisation Ernst Thälmann (ZIPO) in Droyßig.
Am 1. Januar 2010 wurde Weißenborn zusammen mit seinen Ortsteilen Stolzenhain und Romsdorf eingemeindet.

## Politik
Nach der Kommunalwahl 2014 hat der Gemeinderat 14 Mitglieder, 5 Frauen und 9 Männer.
Bis Februar 2008 war Ria Theil (ehemalige Landtagsabgeordnete) langjährige Bürgermeisterin von Droyßig. Seit Februar 2008 war Uwe Luksch Bürgermeister von Droyßig. Im September 2016 wurde die parteilose Evelyn Billing zur neuen Bürgermeisterin gewählt.

### Wappen
Die Weiterführung des Wappens wurde am 1. Februar 2010 durch den Landkreis genehmigt.
Blasonierung: „Gespalten von Grün und Silber, vorn ein schwarz gefugter silberner Torturm mit Spitzbogentoröffnung und aufgesetztem schlanken Zinnenturm mit drei Spitzbogenfensteröffnungen balkenweise, hinten ein aufgerichteter, silbern konturierter schwarzer Bär mit schwarzen Krallen, silbernen Zähnen und roter ausgeschlagener Zunge.“
Die damalige Gemeinde gleichen Namens beauftragte 1998 die Droyßiger Künstlerin Regina Tomschin, ein Wappen für den Ort zu entwerfen. Dieses Hoheitszeichen wurde im selben Jahr vom Regierungspräsidium Halle genehmigt. Die am 1. Januar 2010 neu gebildete Gemeinde Droyßig beschloss die Weiterführung des Wappens der ehemaligen Gemeinde Droyßig.
Die Farben der Gemeinde sind Grün – Weiß.

### Flagge
Die Flagge ist grün – weiß – grün (1:2:1) gestreift (Längsform: Streifen senkrecht verlaufend, Querform: Streifen waagerecht verlaufend) mit dem aufgelegten Wappen der Gemeinde Droyßig auf dem breiteren weißen Mittelstreifen.

## Kultur und Sehenswürdigkeiten

### Schloss

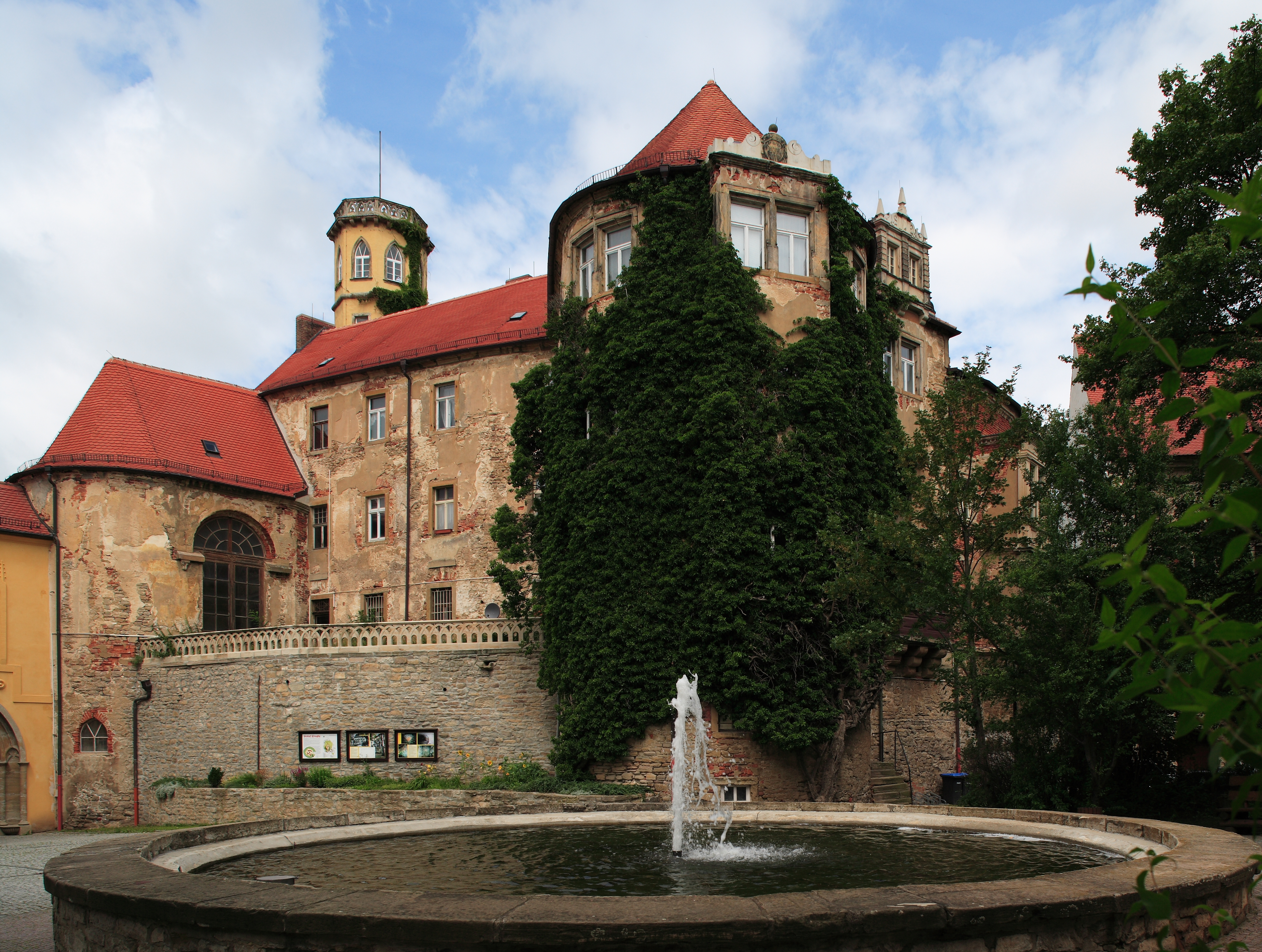
Schloss Droyßig

Das im 17. Jahrhundert erbaute Schloss Droyßig steht auf den Grundmauern einer am Anfang des 13. Jahrhunderts errichteten Niederungsburg mit doppeltem Mauerring. Das heutige imposante Wohnschloss verfügt als Besonderheit über ein Bärengehege. Die 1622 noch im Stil des Manierismus erbaute Schlosskirche ist ein dreigeschossiger Bau und gilt als ein Meisterwerk der Spätrenaissance. Durch barocke und klassizistische Um- und Anbauten wurde das Schloss mehrfach dem Zeitgeschmack angepasst. Heute befinden sich im Schloss ein Schloss- und Heimatmuseum sowie die Arbeitsräume des Heimatvereins Droyßig e. V. Auch die Gemeindebibliothek ist hier untergebracht. Weiterhin gibt es vereinzelt Mietwohnungen in der Schlossanlage.

### Kirchen
- Romanische Kirche aus der zweiten Hälfte des 12. Jahrhunderts in Hassel
- Evangelische St.-Bartholomäus-Kirche in Droyßig; Anfänge gehen auf das frühe 13. Jahrhundert zurück, mehrfach erweitert
- Katholische St.-Marien-Kirche in Droyßig, 1910 geweiht
- Evangelische Dorfkirche in Weißenborn
- Evangelische Dorfkirche in Stolzenhain, erbaut 1731

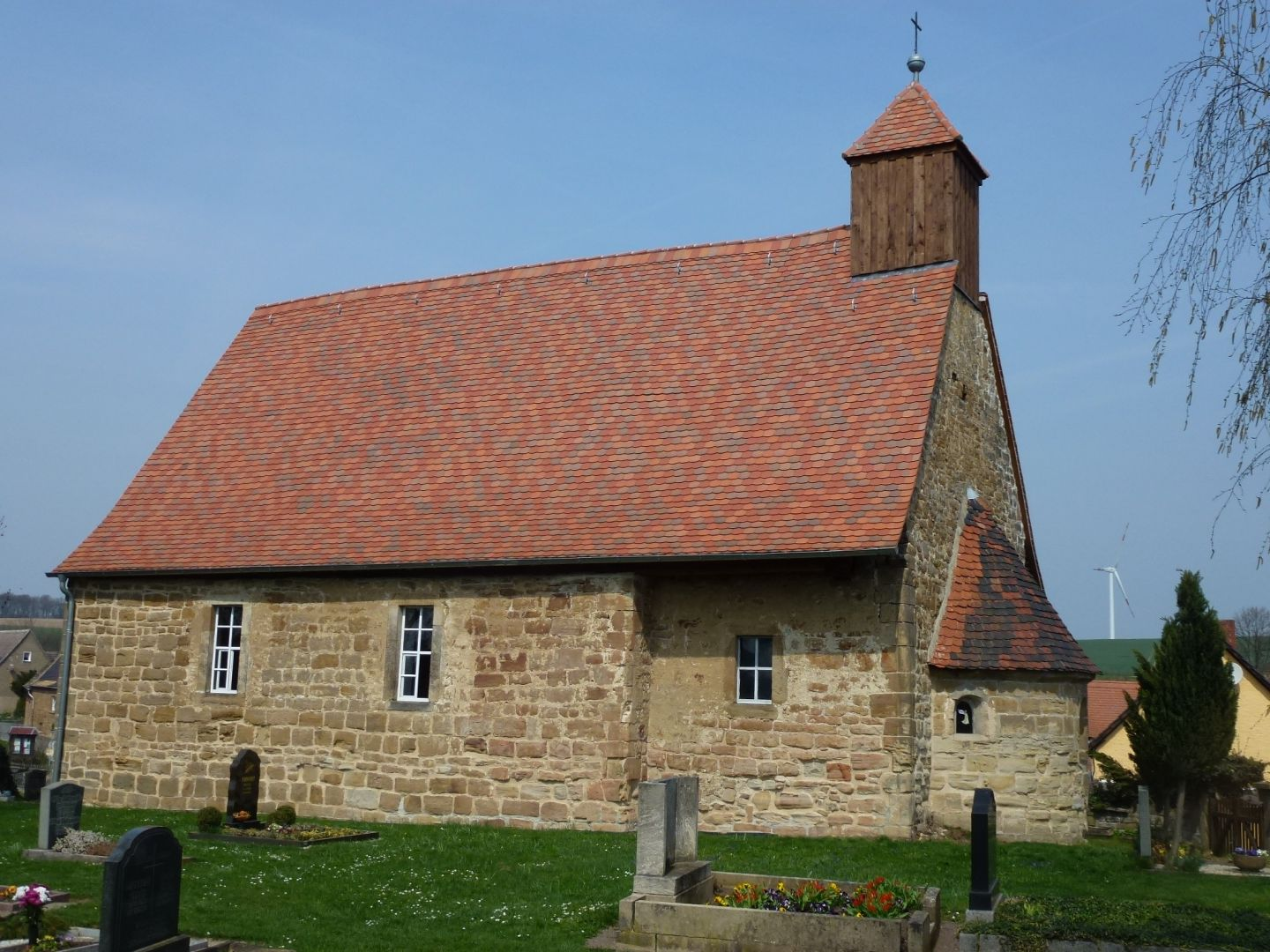
Romanische Kirche in Hassel
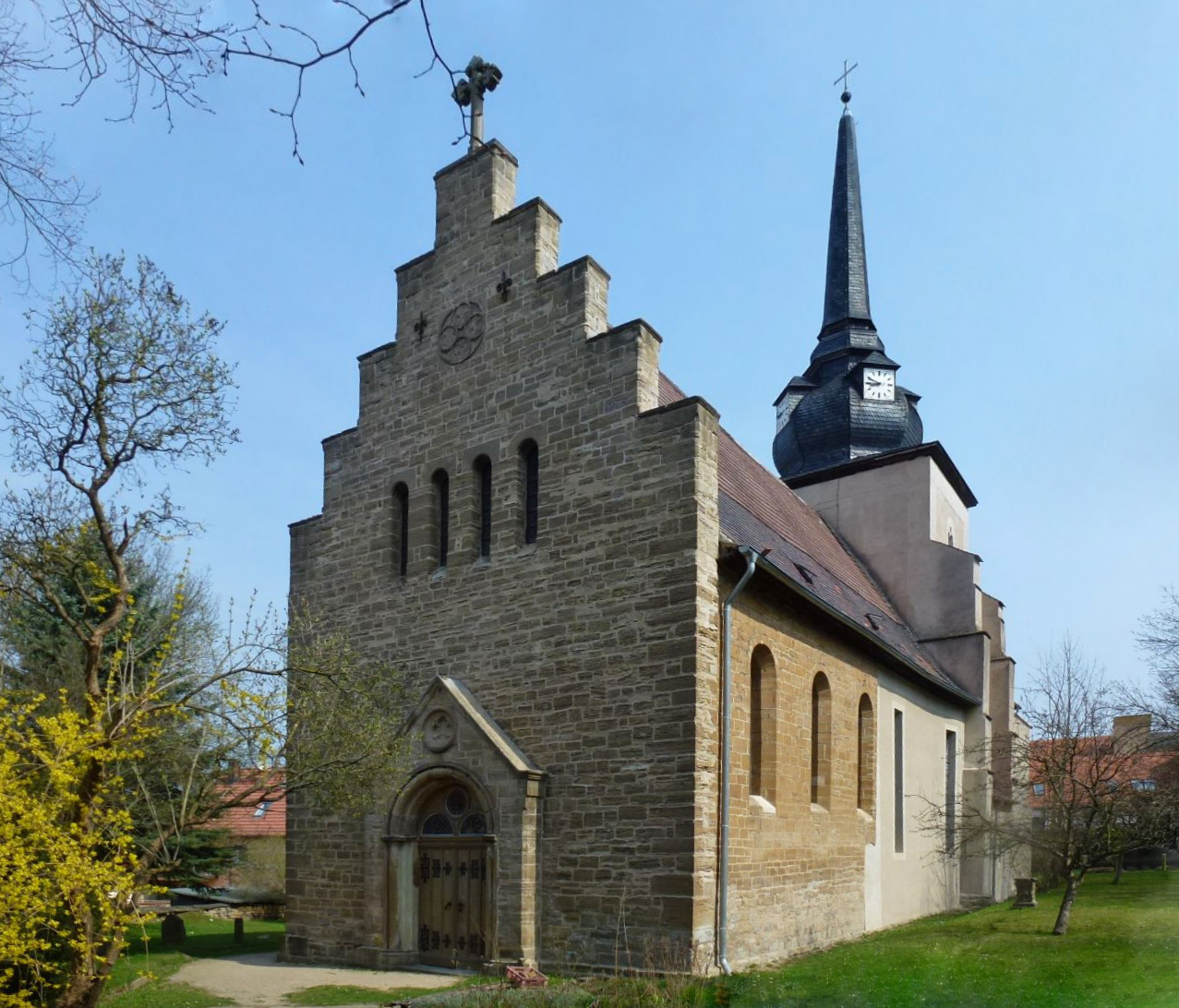
St.-Bartholomäus-Kirche in Droyßig
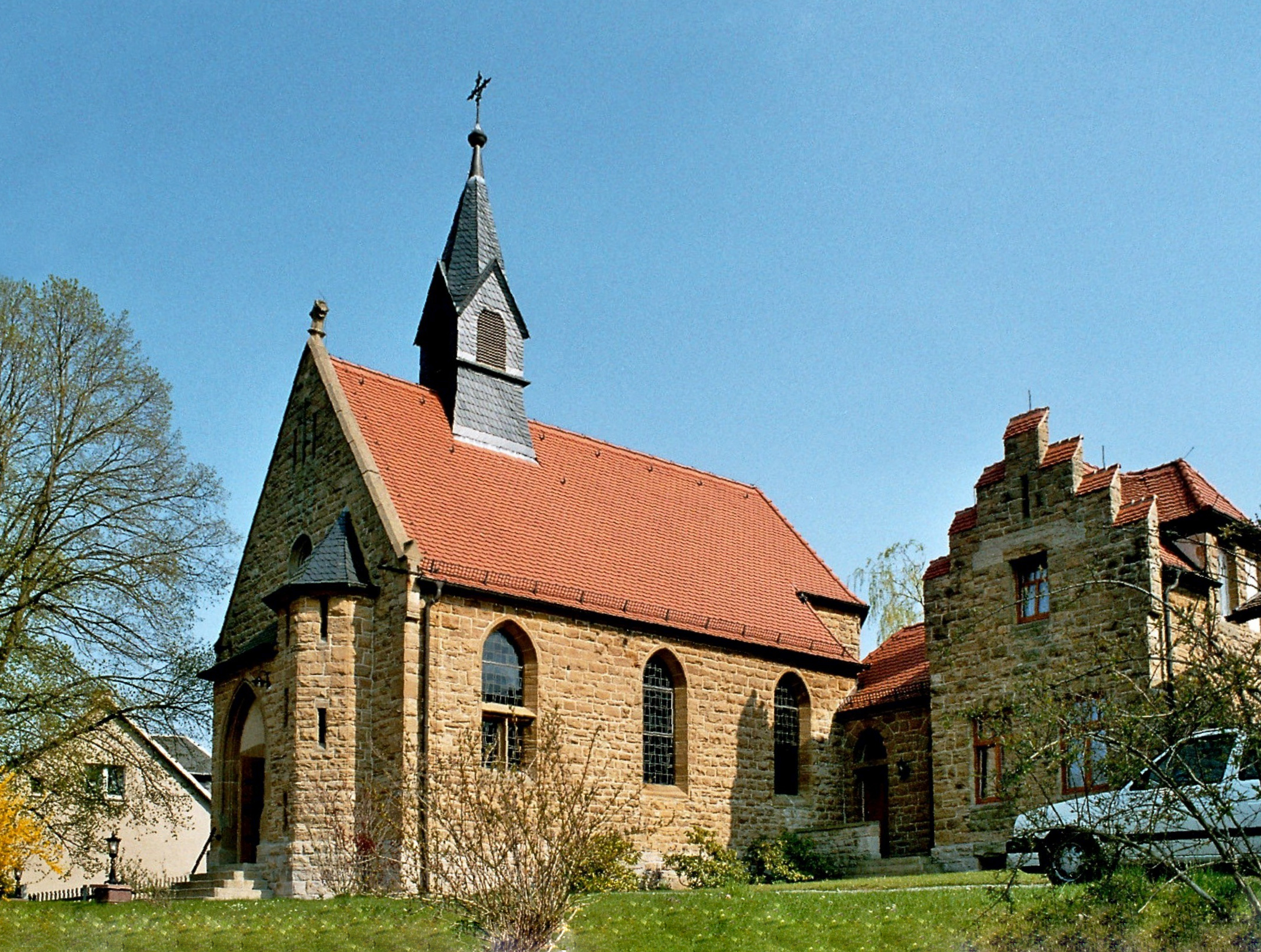
St.-Marien-Kirche in Droyßig

### CJD Christophorusschulen

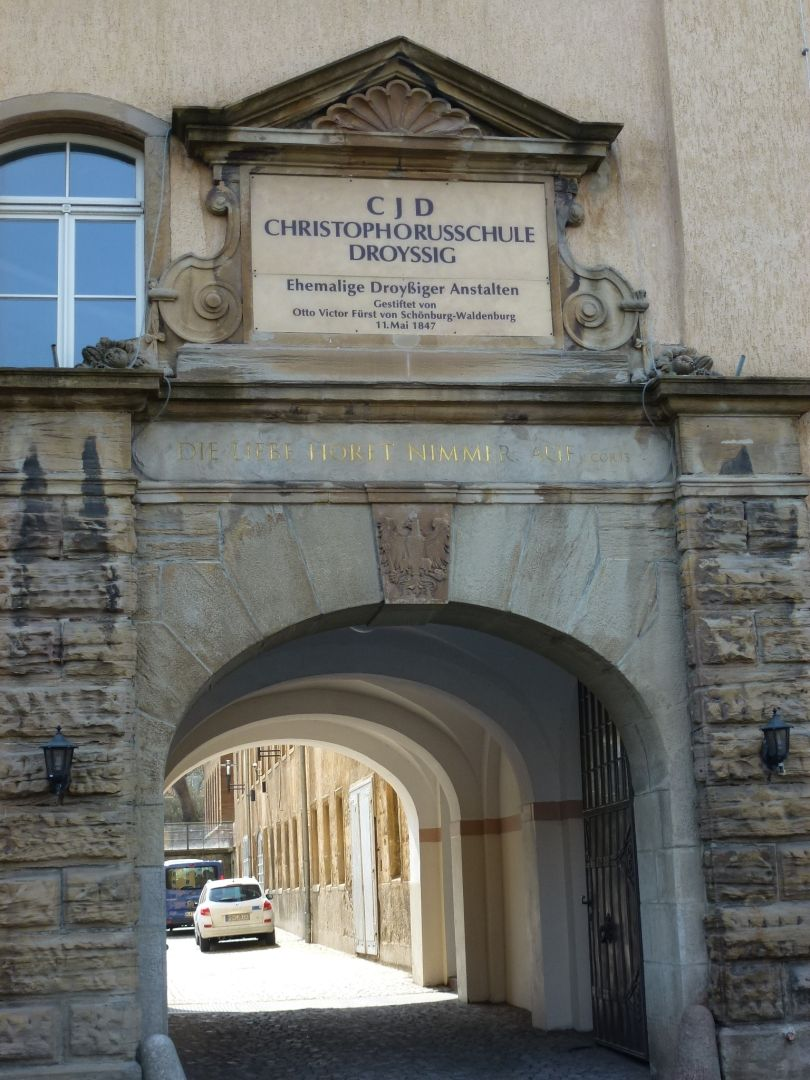
Eingangstor der Schule

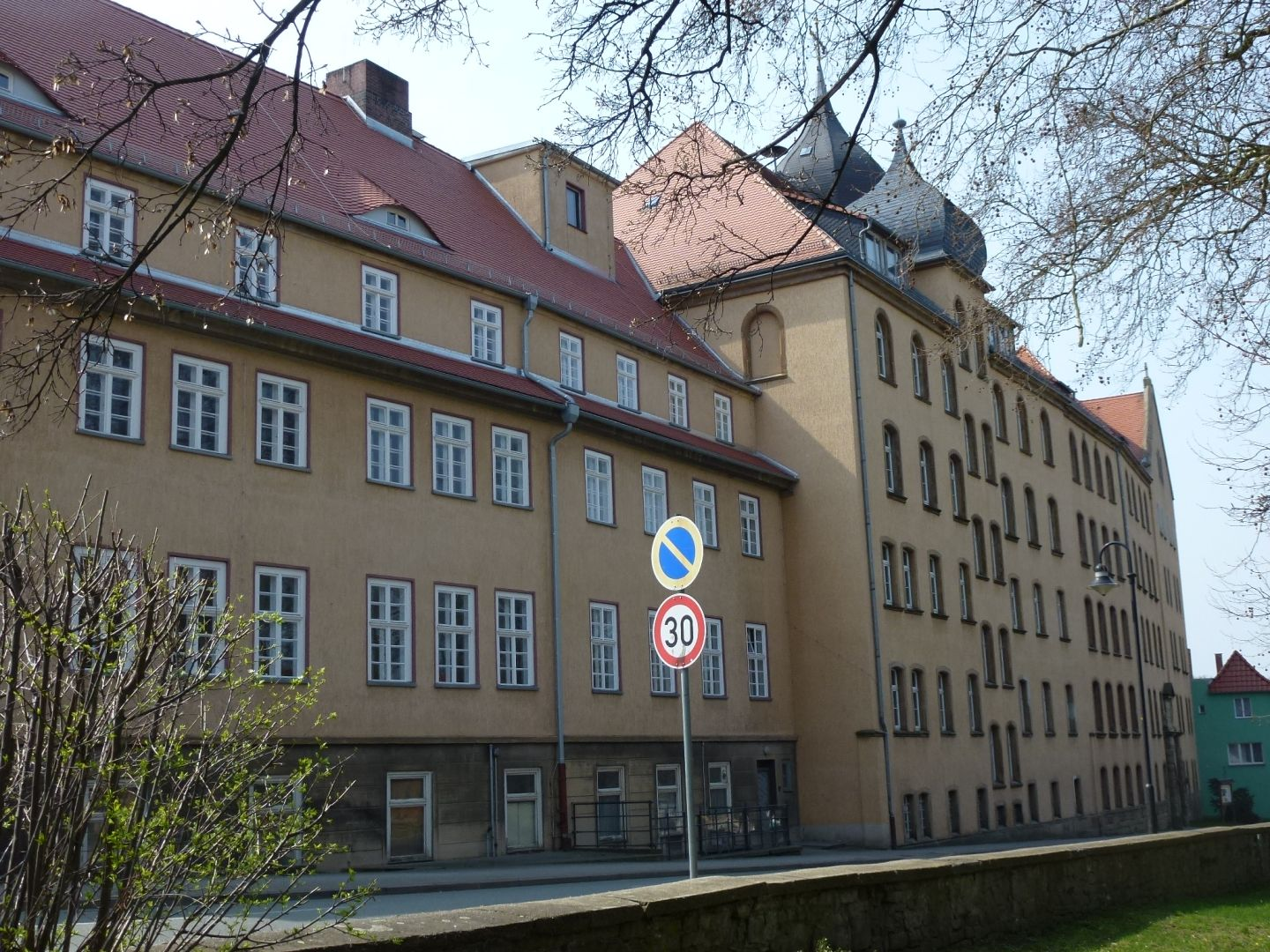
Schule

Das Gymnasium des CJD ging aus den 1852 eröffneten Droyßiger Anstalten hervor, die Fürst Otto Victor von Schönburg-Waldenburg zwecks Ausbildung von evangelischen Frauen zu Elementarschullehrerinnen, Lehrerinnen für höhere Töchterschulen und Gouvernanten stiftete. 1991 wurde das CJD Träger der Schule. Im Jahr 2013 wurde der gymnasiale Zweig um den Sekundarschulbereich erweitert.

### Denkmale
Ein Gedenkstein im Schlosspark (zur DDR-Zeit Ernst-Thälmann-Park) erinnert an die Opfer des Faschismus. Die dort befindliche Thälmann-Büste wurde nach 1989 beseitigt.

### Regelmäßige Veranstaltungen
Das Schlossfest wird immer Anfang Juni u. a. mit einem mittelalterlichen Markt veranstaltet.
Es ist verbunden mit der Präsentation historischer Kostüme. Sehr bekannt in den umliegenden Gemeinden ist auch der alljährlich stattfindende Weihnachtsmarkt, welcher nur an einem Tag im Dezember rund um das historische Schloss abgehalten wird. Ebenfalls ein Ereignis von überregionaler Bekanntheit ist das Stiftungsfest des Christophorusgymnasiums im Mai jeden Jahres, das an die Einrichtung der Droyßiger Anstalten erinnert und vor allem Familien von Schülern anzieht.

## Verkehr
Die Bahnstrecke Zeitz–Camburg wurde im Jahre 2000 eingestellt und stillgelegt. Anliegende Gemeinden wie Droyßig haben sich aus politischen Gründen für einen Busverkehr ausgesprochen (in der gesamten Region sind Bus (-parallel-) verkehre und eingestellte Bahnstrecken an der Tagesordnung), der (sehr geringe und häufig überlastete) Busverkehr ist aus Bürger-, Wirtschafts- und Verkehrssicht nicht mehr lange so tragbar, es sollte ein Verein zur Förderung der Bahnstrecke gegründet werden. Auf der ehemaligen Bahnstrecke wurde in den letzten Jahren ein Radweg errichtet, welcher bis dato von Osterfeld, Weickelsdorf, Romsdorf, Droyßig, Kretzschau bis nach Zeitz reicht und Bestandteil der Saale-Elster-Rad-Acht ist. Nutzbar ist der Radweg seit 2013 und komplettiert das bisherige Radsportangebot.
Zur Bundesstraße 180, die Zeitz und Naumburg (Saale) verbindet, sind es in nördlicher Richtung vier Kilometer. Etwa sechs Kilometer ist die Autobahnauf-/abfahrt zur A 9 von Droyßig entfernt.

## Persönlichkeiten

### Söhne und Töchter der Gemeinde
- Ludwig Gebhard von Hoym (1631–1711), königlich-polnischer und kurfürstlich-sächsischer wirklicher Geheimer Rat, Bergrat, Kammerpräsident und Obersteuereinnehmer im Thüringischen Kreis, Erbkämmerer des Fürstentums Halberstadt und Gutsherr auf Droyßig, Wegeleben, Burgscheidungen und Kirchscheidungen
- Adolph Magnus von Hoym (1668–1723), königlich-polnischer und kurfürstlich-sächsischer wirklicher Geheimer Rat, Kabinettsminister, General-Akzise-Inspektor, Obersteuerdirektor und Unternehmer
- Ernst Ortlepp (1800–1864), Dichter des Vormärz
- Johann Karl Zeune (1736–1788), Philologe

### Persönlichkeiten, die vor Ort gewirkt haben
- Michael Ranft (1700–1774), Vampirismusforscher, von 1739/4 bis 1749 als Pfarradjunkt bzw. Pfarrer im Ort tätig
- Friedrich Wilhelm Kritzinger (1816–1890), Theologe, Pädagoge und Lieddichter, erster Direktor der Droyßiger Anstalten, Autor des Weihnachtsliedes Süßer die Glocken nie klingen
- Petra Pau (* 1963), seit 2006 Vizepräsidentin des Deutschen Bundestages (Die Linke), 1979 Ausbildung am Zentralinstitut der Pionierorganisation in Droyßig